# ハリー・オード (植民地総督)

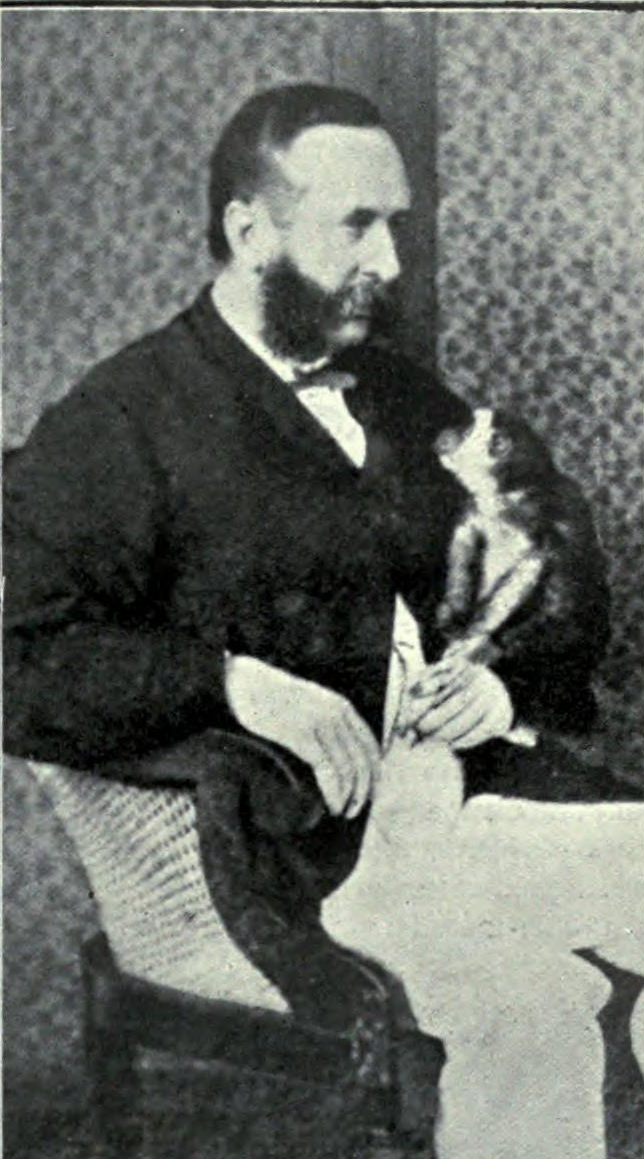
1869年のハリー・オード

ハリー・セント・ジョージ・オード（Sir Harry St. George Ord, GCMG CB、1819年6月17日 – 1885年8月20日）は、イギリスの軍人、植民地官僚。ドミニカ副総督、バミューダ総督、海峡植民地総督、西オーストラリア総督を歴任した。
海峡植民地では財政赤字の縮小に尽力し、スエズ運河開通を機に植民地貿易を推進した。西オーストラリアではイースタン鉄道の建設を進めた一方、責任政府の導入には抵抗した。

## 生涯

### 出生
ハリー・ゴフ・オード（Harry Gough Ord）と妻ルイーザ（旧姓ラサム（Latham））の息子として、1819年6月17日にケント州ノース・クレイ（現ベクスリー・ロンドン自治区に属する）で生まれた。ウーリッジで家庭教師の教育を受けた後、1835年に王立陸軍士官学校に入学した。

### 王立工兵連隊
1837年12月14日に少尉として王立工兵連隊に配属され、チャタム（王立工兵養成所）で教育を受けた後、1839年5月27日に中尉（First Lieutenant）に昇進した。ウーリッジ、アイルランド駐留を経て、1840年1月に西インド諸島に派遣され、6年間の西インド駐留を経て1845年12月に帰国した。その後、ウーリッジに1年間駐留したのちチャタムに移り、1846年10月29日にSecond Captainに昇進した。
1849年12月に西アフリカとアセンション島への特別任務に派遣され、1850年9月に帰国した。この任務の報告書が海軍本部委員会に提出され、オードは委員会から感謝された。1852年1月1日にadjutant of the royal engineersに任命され、1854年2月17日に大尉に昇進した。同年7月にadjutantを退任し、ヘンリー・デイヴィッド・ジョーンズの部下としてクリミア戦争における英仏連合軍のバルト海遠征に参加し、工兵の旅団副官を務めた。この遠征では8月のボーマルスンの戦いに参戦し、殊勲者公式報告書に名前が載った。これによりクリミア・メダルを授与され、1854年9月8日に少佐への名誉昇進辞令を得た。帰国後はケント州シーアネスに駐留した。

### 植民地省
1855年11月に植民地省に出向し、英領ゴールド・コーストに弁務官として派遣され特別任務についた。1856年5月に帰国したが、オランダとフランスで在デン・ハーグ、パリイギリス大使がそれぞれ行っていた、アフリカ西海岸におけるオランダとフランス植民地についての交渉を補佐することになり、1856年6月から10月までと1857年2月から5月までの2度にわたって大陸ヨーロッパに派遣された。1856年10月から1857年2月まではケント州グレイヴゼンドで軍務についた。
1857年9月2日にドミニカ副総督に任命され、11月4日に着任した。1859年11月28日に中佐に昇進した。
休暇を取って帰国したときの1860年4月、バミューダ総督への就任を打診され、1861年2月14日に任命が官報『ロンドン・ガゼット』で発表された。
1864年1月に休暇を取って帰国、同年11月28日に大佐への名誉昇進辞令を得た。同年10月にアフリカ西海岸に派遣され、植民地省からの第二次イギリス・アシャンティ戦争に関する特別任務に就いたのち、1865年3月に帰国した。同年10月9日、バス勲章コンパニオンを授与された。10月にバミューダ総督に復帰し、1866年11月にバミューダを去るまで務めた。

### 海峡植民地総督
1867年2月5日に海峡植民地総督に任命され、4月1日に就任、8月19日に騎士爵に叙された。海峡植民地はそれまで英領インド政府が管理しており、オードが植民地省の任命する初代海峡植民地総督となった。1869年4月16日に予備役に編入され、同日に少将への名誉昇進辞令を得た。
海峡植民地では財政赤字の縮小に尽力し、1869年のスエズ運河開通を機に植民地貿易を推進した。この時期には蒸気船が普及しており、オードの決定により海峡植民地政府も1隻購入した。本国政府に対してはオランダ領東インドのスマトラ島での利益を放棄するよう働きかけ、1871年の英蘭条約の交渉にも関与した。
植民地省の要望により任期が通常より延長されたのち、1873年11月までシンガポールに滞在した。

### 西オーストラリア総督
オードは熱帯での長期滞在により健康が悪化しており、4年間官職に就任しなかった。1877年5月30日に聖マイケル・聖ジョージ勲章ナイト・コマンダーを授与され、南オーストラリア総督への就任を打診されるもそれを辞退した。その後、同年12月4日に西オーストラリア総督に任命された。
西オーストラリアでは責任政府の導入に抵抗した。このとき、政府への不満が経済、特にイースタン鉄道の建設が進まないことに由来すると判断したという。オードは議員メイトランド・ブラウン、第4代準男爵サー・トマス・コバーン＝キャンベルが編集する『West Australian』紙を利用して政府への支持拡大に努め、1878年12月の選挙で勝利した。経済政策として、公共事業のための借款20万ポンドが可決され、これによりイースタン鉄道が着工したが、財政赤字が上がる結果となった。
1879年、キンバリー地域のオード川がオードに因んで命名された。
総督としての任期を全うして、1880年4月9日に退職したのち年金を満額受給した。

### 晩年
晩年はサフォーク州ベリー・セント・エドマンズ近郊のフォーナム・セント・マーティンにあるフォーナム・ハウス（Fornham House）に住んだ。1881年5月24日、聖マイケル・聖ジョージ勲章ナイト・グランド・クロスを授与された。
ロンドン動物学会の名誉フェローであり、学会に任地の動物を多数寄贈した。
1885年8月20日、心臓病によりドイツ帝国ホンブルクで病死、フォーナム・セント・マーティンの教会墓地に埋葬された。

## 著作
- Ord, H. (1855). "Records of Experiments on the Penetration of Bullets". Papers on Subjects Connected with the Duties of the Corps of Royal Engineers. New Series (英語). W. P. Jackson. IV: 87–91.
- Ord, H. (1855). "Records of Experiments with 5½-inch Shells". Papers on Subjects Connected with the Duties of the Corps of Royal Engineers. New Series (英語). W. P. Jackson. IV: 92–94.

## 家族
1846年5月28日、ジュリア・グラハム・カーペンター（Julia Graham Carpenter、海軍軍人ジェームズ・カーペンターの娘）と結婚、3男をもうけた。
- ハリー・セント・ジョージ - オーストラリアに移住[2]
- ウィリアム・セント・ジョージ（1849年 – 1909年3月13日） - 王立工兵連隊大尉[23]
- セント・ジョン・セント・ジョージ（1853年3月1日 – 1924年以降） - 王立砲兵連隊（英語版）少佐[23]

## 関連図書
- Cowan, Charles Donald (1967) [1961]. Nineteenth-century Malaya: The Origins of British Political Control (英語). London: Oxford University Press.